# Retablo mayor de la catedral de Oviedo
El Retablo mayor de la catedral de Oviedo, situada en la ciudad de Oviedo (España), es una obra de estilo tardogótico hispano-flamenco realizada completamente en madera policromada, que ocupa la pared trasera de la capilla mayor de la catedral de Oviedo en prácticamente dos tercios de su altura y en todo su ancho.
Está dividido en 23 escenas que relatan diferentes sucesos de la vida de Jesucristo, organizadas en tres ciclos: Infancia, Vida pública y Pasión, Muerte y Resurrección; con el fin de proclamar la doctrina cristiana, incrementar la magnificencia de la catedral y además servir de guía educativa para unos fieles, en general, con muy pobre formación religiosa.
Su construcción fue ordenada por el obispo Valeriano Ordóñez de Villaquirán al escultor Giralte de Bruselas que lo realizó entre los años 1512 y 1517 en colaboración con otros artistas como Juan de Balmaseda, Guillermo de Holanda y Esteban de Amberes. El policromado fue encargado por el obispo Diego de Acuña al artista León Picardo que trabajó de 1529 a 1531.

## Historia

### Obra escultórica
En 1498 se cerraron las bóvedas de la nave central de la catedral, lo que significó para la iglesia poder empezar a dotarse de todos los elementos litúrgicos y decorativos que hasta la fecha faltaban o eran provisionales, tales como rejas, órganos, imágenes,… Destaca sobre todo la construcción de la sillería del coro, también de estilo gótico. Sin embargo la obra más deseada y a la que había que dedicar más recursos, era el Retablo mayor.
La función que se requería del mismo era, como en otras catedrales de su tiempo, la proclamación de la Doctrina y el Evangelio, especialmente la «Gloria del Salvador» con un fin marcadamente triunfalista y con gran despliegue iconográfico que hablase igualmente bien de la riqueza y poder de la sede episcopal ovetense. Pero también está presente el interés pedagógico del retablo al representar y hacer más fácilmente comprensibles a los fieles, los diferentes sucesos de la vida de Jesucristo en los que se basa la doctrina cristiana, teniendo en cuenta que en esa época la formación de la población, y de los clérigos también, era muy pobre, sirviendo como apoyo visual a la predicación y la liturgia.
El obispo Valeriano Ordóñez de Villaquirán fue el que tomó la responsabilidad de asumir el enorme gasto que suponía la construcción de un retablo como el que se planeaba, donando para la ocasión 300 ducados de oro de su propio peculio.
El propio obispo, quien residía en la ciudad de Burgos y apenas pisó su sede ovetense, contrató en dicha ciudad el 30 de agosto de 1511, al escultor Giralte de Bruselas que había participado en la construcción de la sillería del coro de la catedral de Zamora, ciudad natal del obispo. En dicho contrato se estipulaba que debían aprovecharse del ciborio entonces existente tanto las figuras que se considerasen oportunas, como la madera del mismo. Las obras comenzaron en julio de 1512, instalando Giralte de Bruselas su taller en la actual calle de la Magdalena de Oviedo.
Giralte estaba considerado el «maestro del retablo», llevando a cabo las tareas de diseño del mismo, supervisión y organización del trabajo, y entallador, es decir, el encargado de la ejecución de las partes ornamentales: doseletes, cresterías, agujas y pináculos, aparte de la obra escultórica en sí.
En 1515 está documentada la presencia de otros dos imagineros flamencos, Guillermo de Holanda y Esteban de Amberes a quienes se atribuye los apóstoles y profetas de las pulseras laterales y las columnas del segundo piso.
En 1516 el obispo Diego de Muros contrató a Juan de Balmaseda para colaborar en la tarea escultórica del retablo. Se le atribuye buena parte del mismo a pesar de que estuvo relativamente poco tiempo trabajando en él.
A finales de 1516, el cabildo catedralicio encargó la tasación de la obra a los entalladores León Bernardo de Ferreres y Juan Álvarez para valorarla, como era costumbre entonces, uno por cuenta del cabildo y otro por la del artista, aunque no fue hasta el 8 de mayo de 1517 cuando el cabildo ordena el pago al artista.

### Policromado
El procedimiento de policromado era laborioso y muy caro, en muchos casos superior a la de la propia escultura, fundamentalmente debido al empleo de oro y otros materiales que generalmente se importaban del extranjero. Por ello, muchos retablos tardaron años en completarse tras la finalización de la talla e incluso llegaron a quedarse «en blanco», sin policromar.
En el caso del retablo de la catedral de Oviedo transcurrieron cinco años tras la conclusión de la talla, hasta que el obispo Diego de Muros contrató con Alonso Berruguete el 22 de julio de 1522 el policromado del retablo por una cantidad de 2 200 ducados. Este dinero era siete veces más que el sueldo total de todos los trabajadores empleados en la construcción de la catedral en 1521, lo que da idea de la carestía de este trabajo. El artista se comprometía a comenzar el trabajo poniendo 800 ducados de su bolsillo hasta empezar a recibir los pagos por su trabajo y se fijaba el plazo de año y medio para su realización.
Sin embargo Alonso Berruguete no llegaría a realizar el trabajo, tanto por la profunda crisis que pasaba la diócesis de Oviedo tras el incendio de la ciudad en 1521 como por las reiteradas ausencias del artista más interesado en conseguir trabajo en la corte. El 25 de octubre de 1529 se liquida la cuenta con Berruguete tras un largo litigio ya que en el contrato se había fijado una indemnización de 1 000 ducados en caso de incumplimiento por alguna de las partes.
En marzo de ese año, el obispo Diego de Acuña, al poco de tomar posesión, contrató al artista francés León Picardo, el cual venía precedido de reconocida fama tras policromar el retablo de la Capilla del Condestable de la catedral de Burgos. En este caso la obra se contrató por 2.500 ducados, cantidad que podía oscilar en 500 ducados arriba o abajo en función de la tasación final que se hiciera del trabajo, y un plazo de dos años. Las condiciones estipuladas en el contrato eran, en muchos casos, draconianas con el fin de evitar los problemas surgidos con Berruguete, llegando a quejarse el artista de algunas de ellas.
En junio de 1531 el policromado del retablo estaba prácticamente acabado y para certificar tal circunstancia el cabildo llamó a los dos tasadores acostumbrados para que valorasen la obra tanto por su parte como por la del artista. La tasación final fue de 2.470 ducados. El 21 de agosto de 1531 se dio carta de pago a León Picardo, por éste y otros trabajos posteriores, dando fin al policromado y por tanto al retablo.

### Intervenciones posteriores
El estado actual del retablo se debe a la restauración llevada a cabo en el siglo XIX encargada por el obispo Benito Sanz y Forés y comenzada en abril de 1878 con labores de retallado de cresterías y otros adornos y reparaciones en las esculturas realizadas por tallistas ovetenses, mientras que el dorado y policromado corrió a cargo del taller del valenciano Antonio Gasch que comenzó su tarea el 4 de julio de 1878 y la terminó el 30 de octubre de 1879.
La restauración, siguiendo la mentalidad de la época, eliminó toda la policromía del siglo XVI repintando de nuevo todo el retablo, en general siguiendo los colores originales pero en muchos casos se utilizaron otros que parecieron más convenientes en ese momento. Las imágenes, que originalmente estaban encajadas sin más en los encasamentos, se fijaron con cáncamos y cables de acero, lo que produjo desperfectos en algunas de las figuras.
Los mayores desperfectos sufridos por el retablo fueron como consecuencia de la guerra civil española. Los bombardeos sufridos por la catedral supusieron la rotura de las vidrieras de los ventanales que están por encima del retablo, creando goteras que en la polsera izquierda caían directamente sobre las imágenes borrando la policromía y con ella la identificación de cuatro de los profetas allí instalados. Además una gran cantidad de elementos ornamentales, doseletes, cresterías y pináculos, cayeron también del retablo. En los años 1950 se fueron reparando todos estos desperfectos.
Finalmente, en el año 1989 tuvo lugar la última y más completa restauración del retablo, que quedó listo para la visita del papa Juan Pablo II a la catedral de Oviedo en agosto de ese año.

## Descripción

### Entorno, estructura y materiales
El retablo mide 14 metros de altura, pero al estar apoyado en un pedestal, le eleva sobre el nivel del presbiterio otros 1,85 metros más, siendo la altura total aparente del retablo de 15,85 metros. El pedestal fue construido en fecha posterior a la finalización del retablo por el maestro de obras de la catedral Pedro de Tijera al nivelar el suelo del presbiterio encargado por el cabildo de la catedral.
Este pedestal está hoy en día oculto por la sillería del coro construida en 1902 tras la decisión del obispo Ramón Martínez Vigil de suprimir el coro de la nave central y no poder reaprovechar la antigua sillería gótica por su excesiva altura que hubiese tapado la predela del retablo.
La anchura en alzado es de 10,35 metros, la misma que la de la capilla mayor. Sin embargo, el retablo se adapta a la planta poligonal del ábside, dando por tanto una anchura total desarrollada de 16 metros. Está anclado a las paredes de la capilla mayor salvando una distancia de entre 0,2 y 0,8 metros.
Asimismo, el retablo oculta los vitrales inferiores que estaban situados bajo el triforio de la capilla mayor y alineados con los superiores que hoy día siguen libres. Estos ventanales inferiores están también ocultos por el exterior por la girola construida en siglo XVII, siendo imposible inferir su presencia salvo por la documentación existente sobre ellos. Sin embargo el retablo deja libre por su parte superior el triforio, aunque no está claro si fue intencionado o no.
Las maderas utilizadas en su construcción son de dos tipos en función de su uso. Toda la talla escultórica está confeccionada con madera de nogal, de uso muy común en España e Italia, de la cual se aprovecha fundamentalmente el duramen que es más estable y resistente que la albura, que sin embargo también se usó en elementos decorativos. La estructura, viguería y encasamentos están hechos de madera de castaño, muy resistente, elástico y además, debido al porte del árbol permitía un eficiente uso estructural.

### Escenas e iconografía

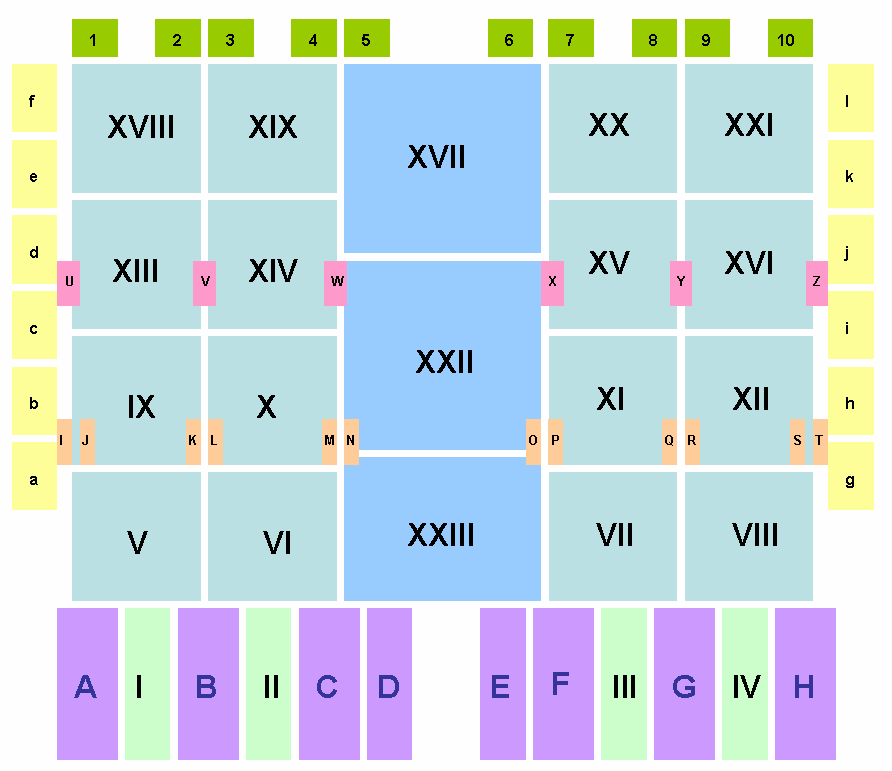
Esquema iconográfico del retablo mayor de la catedral de Oviedo.

La historia narrada en el retablo se organiza en torno a tres grandes ciclos en las que se representan las escenas más significativas de la vida Jesús. El primero es el Ciclo de la Infancia, que abarca las escenas 1 a 7, localizadas las cuatro primeras de ellas en la predela. Las escenas son: La Anunciación (I), La Visitación (II), Nacimiento de Cristo (III), La Adoración de los Reyes (IV), La Presentación del Niño en el Templo (V), La Huida a Egipto (VI) y Jesús ante los doctores (VII)
El Ciclo de la Vida pública, el más breve, ocupa las escenas de la 8 a 11. Estas son: El Bautismo de Cristo (VIII), Las Tentaciones de Cristo (IX), Las Bodas de Caná (X) y La Resurrección de Lázaro (XI).
Por último y más largo, ya que es el más importante para la doctrina cristiana, es el Ciclo de la Pasión, Muerte y Resurrección, que abarca las escenas 12 a 23 incluyéndose en ellas los tres encasamentos centrales. Son las siguientes: La Entrada en Jerusalén (XII), La Oración en el huerto (XIII), La Flagelación (XIV), La Coronación de Espinas (XV), Camino del Calvario (XVI), El Calvario. La Crucifixión (XVII), La Resurrección de Cristo (XVIII), La Duda de Santo Tomás (XIX), La Ascensión del Señor (XX), Pentecostés (XXI) y Cristo en Majestad (XXIII).
Mención aparte merece la escena de la Asunción de la Virgen (XXII), asunto no propiamente evangélico, pero de gran devoción en la España de aquel tiempo, que ocupa el encasamento central del retablo. En este encasamento es donde el cabildo catedralicio ordenó poner la imagen del principal promotor del retablo, el obispo Ordóñez de Villaquirán.
En cuanto a la predela, las escenas están enmarcadas por una serie de figuras de santos que son los siguientes, de izquierda a derecha: San Sebastián (A), San Ambrosio (B), San Gregorio Magno (C), San Pedro (D), San Pablo (E), San Jerónimo (F), San Agustín (G) y San Roque (H).
Aparte de las esculturas de la predela, hay otras situadas en las partes decorativas del retablo. En las polseras se sitúan figuras de personajes bíblicos. En la polsera izquierda, de las seis que existen, solo se conoce la atribución de dos de ellas, la inferior dedicada a Gedeón (a) y la segunda empezando por el lado superior del retablo dedicada a Othoniel (e). En la polsera derecha, de abajo a arriba, están representados: Samuel (g), Jair (h), Aod (i), Sansón (j), Jud Tola (Toda) (k) y Jud Amgar (Samgar) (l).
En los intercolumnios y esquinas inferiores de los encasamentos del segundo piso se sitúa un Apostolado que consta de las siguientes imágenes, de izquierda a derecha: Mateo (I), Bartolomé (J), Santiago el Menor o el de Alfeo (K), Juan (L), Andrés (M), Pedro (N), Pablo (O), Santiago el Mayor (P), Felipe (Q), Matías (R), Tomas (S) y Simón (T).
En los intercolumnios del tercer piso, tres por cada columna, se sitúan figuras de Profetas, de izquierda a derecha: (U): Zacarías, Elías y Sofonías, (V):  Naum, Jonás y Amós, (W): Ezequiel, Isaías y Oseas, (X): Joel, Jeremías y Daniel, (Y): Abdías, Miqueas y Eliseo, (Z): Habacuc, Ageo y Malaquías.
Finalmente, en el guardapolvo, se sitúan figuras que representan a los Reyes de Judá, de izquierda a derecha, Josafat (1), Asa (2), Amasías (3), Salomón (4), Jonatás (5), David (6), Josías (7), Ezequías (8), Joata (9) y Azarías (10).

### Estilo
Las intensas relaciones comerciales de la Corona de Castilla con Flandes durante el siglo XV, que se intensificaron durante el reinado de los Reyes Católicos, hizo que multitud de artistas llegados del norte de Europa, flamencos sobre todo, trabajaran en muchas de las catedrales e iglesias españolas de aquel tiempo. Tal fue la magnitud de ese trabajo que se siguieron construyendo retablos e imaginería religiosa de estilo gótico durante los siglos XV y XVI ya bien entrado el renacimiento ya que éste se convirtió en el estilo de preferencia de la iglesia.
Sin embargo frente a los retablos del norte de Europa donde se representan pocas escenas con una gran multitud de imágenes, en España proliferarán las escenas en huecos del retablo llamados encasamentos, ordenados geométrica y cronológicamente con profusión de figuras y adornos. Las figuras están dotadas asimismo de una gran expresividad y sentido dramático, más cercanas al gusto flamenco que al italiano renacentista. El retablo se concibe como una inmensa y prolija escritura con el fin de facilitar la compresión de los Evangelios y promover una piedad y una religiosidad exaltadas en el pueblo que lo contempla.
El cabildo catedralicio ovetense no se desmarcó de esa corriente estilística imperante en el siglo XVI al llamar a Giralte de Bruselas para realizar el retablo mayor de la catedral. El de Oviedo se compone de 23 escenas o encasamentos divididos en cinco calles y cuatro pisos, más otras cuatro escenas en la predela, siendo la calle central de mayor tamaño que las laterales conteniendo únicamente tres encasamentos, acomodándose todo el conjunto a la planta poligonal de la cabecera de la capilla mayor. A pesar del goticismo evidente de la obra, hay elementos que responden a un criterio más renacentista que lo diferencian de otros retablos de la época. El remate del retablo es recto y los encasamentos están alineados geométricamente, frente a lo habitual en otros retablos góticos como el de la catedral de Toledo dispuestos escalonadamente desde la calle central, más elevada, descendiendo progresivamente hasta la calle lateral más exterior, más baja.

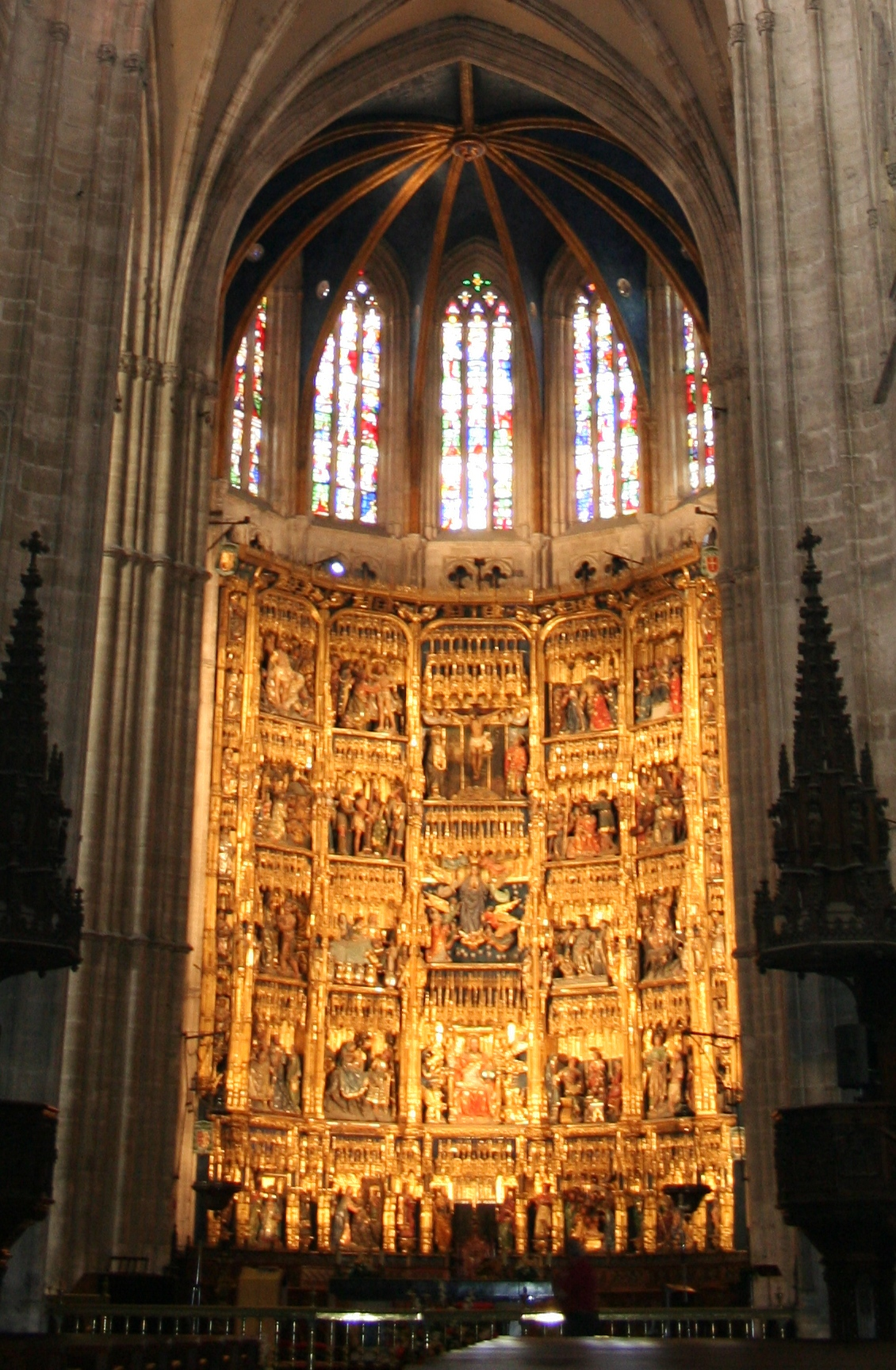
Retablo mayor de la catedral de Oviedo. Remate superior horizontal de influencia renacentista.
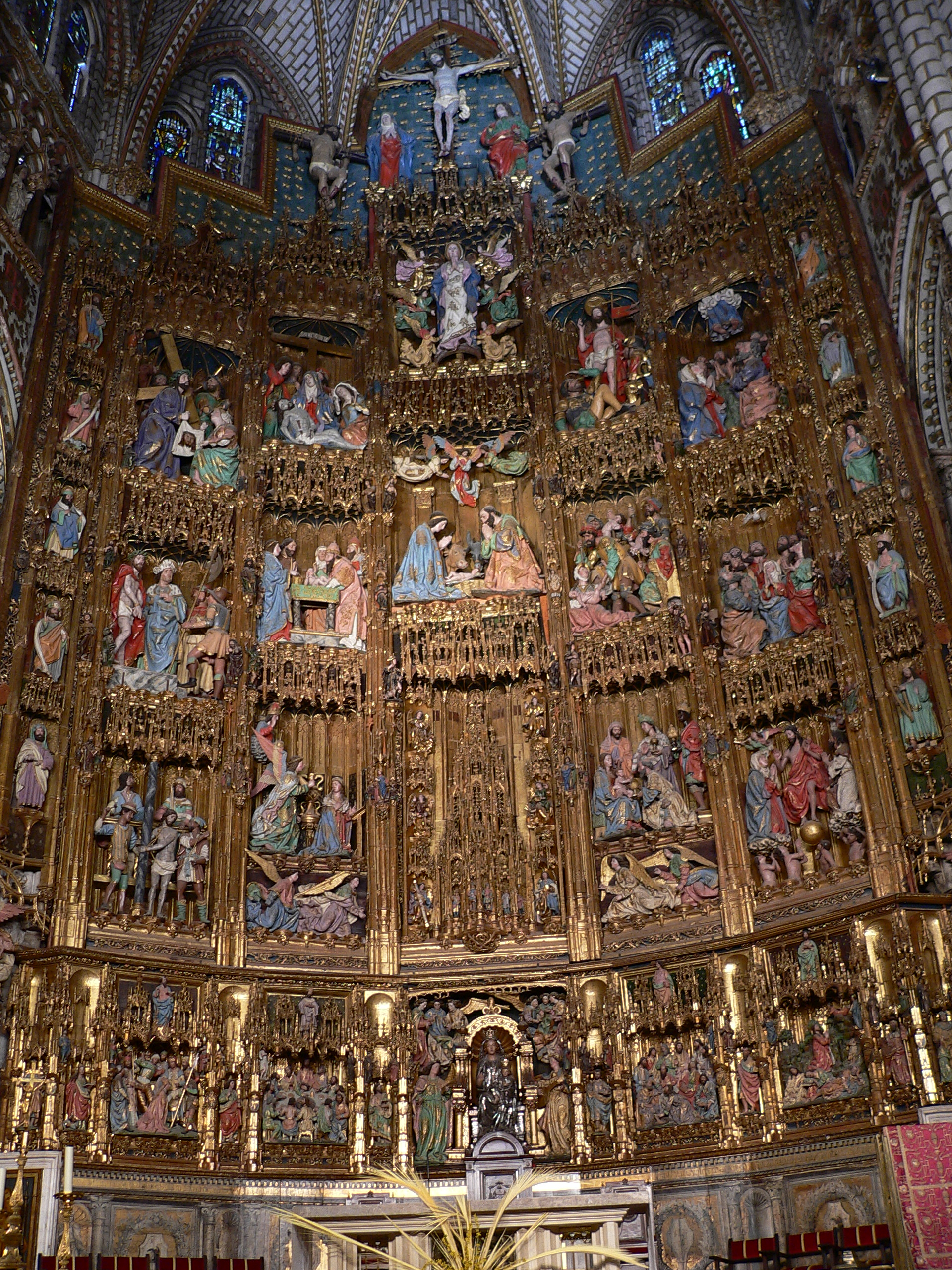
Retablo mayor de la catedral de Toledo. Remate escalonado habitual en los retablos góticos.

Otro elemento de gusto renacentista es la lectura iconográfica del retablo que comienza en el extremo inferior izquierdo, leyendo de izquierda a derecha en sentido ascendente, frente a lo habitual en los retablos góticos que se leen de izquierda a derecha empezando por el encasamento superior izquierdo y en sentido descendente.

### Atribuciones
La casi totalidad del retablo fue esculpida por dos artistas, Giralte de Bruselas, maestro del retablo, y Juan de Balmaseda que se unió a los trabajos a partir de 1516.
El estilo de Giralte de Bruselas es formalista y tranquilo, sin dejar traslucir grandes emociones. Los rostros son ovalados de expresiones apacibles y narices rectas, los personajes femeninos son redondeados al gusto renacentista, las bocas son talladas de la misma manera en hombres y mujeres: cerradas con labios ligeramente entreabiertos sin cincelar apenas la comisura. También se distingue por el tratamiento de los cabellos, largos, lisos y ligeramente ondulados en general, a veces echados hacia delante cubriendo el cráneo, o abombado, cubriendo las orejas, al contrario que Juan de Balmaseda. Otra característica de Giralte es la preocupación por el enmarque ambiental, arquitectónico o paisajista, como se puede ver en el ciclo de la infancia de su autoría, al contrario que Balmaseda que prescinde del enmarque ambiental a cambio de dotar a las figuras de mayor dramatismo.
De la mano de Giralte salieron las esculturas exentas de la predela, las escenas del Ciclo de la Infancia: Anunciación, Visitación, Nacimiento de Cristo excepto la imagen de San José, Adoración de los Reyes, Presentación del Niño en el Templo excepto las imágenes de San José y Simeón, la Huida a Egipto, Jesús entre los doctores. Igualmente Las Bodas de Caná salvo las imágenes de Jesús y la Virgen, el ángel del Bautismo de Cristo y la Asunción de la Virgen incluida la imagen del obispo Villaquirán.
Juan de Balmaseda, por su parte, es fiel a la tradición del arte sacro en España de origen flamenco, más pendiente de los aspectos devocionales que de la exactitud anatómica o histórica de las imágenes, proliferando imágenes de gran patetismo y expresividad dramática e incluso efectistas que calaron profundamente en el gusto popular español Sus tallas tienen los rostros convulsos y bocas entreabiertas lo que intensifica la sensación dramática de los mismos. Los cabellos se distribuyen en mechones independientes que caen sobre los hombros dejando en muchos casos las orejas descubiertas.
Las escenas que parecen más claramente salidas del cincel de Balmaseda son La Duda de Santo Tomás, el Bautismo de Cristo, excepto el ángel, las imágenes de Jesús y la Virgen de Las Bodas de Caná, Las Tentaciones de Cristo, La Resurrección de Lázaro, La Coronación de Espinas, las imágenes de Cristo y Pilatos en La Flagelación, el Camino del Calvario, La Crucifixión, La Resurrección de Cristo y el Cristo en Majestad. La Ascensión  y el Pentecostés, también denotan una fuerte participación de su taller.
Ambos artistas coincidieron en la construcción del retablo a partir de 1516. Por la descripción de los estilos de ambos se puede apreciar que colaboraron en varias de las escenas: Natividad, Presentación del Niño en el Templo, Bautismo de Jesús, Las Bodas de Caná, Las Tentaciones de Cristo, La Oración en el huerto y La Flagelación.
Como se ha comentado, el acuerdo entre el obispo Ordóñez de Villaquirán y Giralte de Bruselas incluía el aprovechamiento de madera y figuras del ciborio entonces existente. Estas figuras reaprovechadas son las de los Reyes de Judá situadas en el guardapolvo. Esta atribución se basa en que los caracteres anatómicos de dichas figuras no se parecen a ninguna otra del retablo y sí a los de la sillería del coro, realizada unos años antes. Las formas de la nariz, los cabellos, las barbas, e incluso las indumentarias de ambas obras las relacionan más estrechamente entre sí que con el resto del retablo. Además, dichas figuras son de bulto redondo, que para unas figuras que están en lo más alto del retablo, y por tanto de más difícil contemplación de detalles, parece de un cuidado exagerado. Dichas figuras se sacaron del ciborio, se cortaron en diagonal, que es la posición que presentan en el guardapolvo, se les añadieron filacterias y en ellas León Picardo les pintó el nombre de su nueva atribución, pues es difícil pensar que tuvieran la misma en el ciborio.